# Rutelinae
Los rutelinos (Rutelinae) son una subfamilia de coleópteros polífagos pertenecientes a la familia Scarabaeidae. Cuenta con más de 4100 especies descritas agrupadas en aproximadamente 200 géneros, siendo un grupo diverso alrededor del mundo.
Muchos miembros de esta subfamilia están brillantemente coloreados, presentan patrones llamativos y con frecuencia poseen un color metálico brillante. Otras especies, como las pertenecientes al género Anomala, son pequeñas y de colores opacos y oscuros.
Los adultos de esta subfamilia son fitófagos y se alimentan de hojas, flores o partes florales. Las larvas consumen raíces, compost y vegetación en proceso de descomposición. Algunas especies, tales como Popillia japonica Newman, 1841 y las del género Anomala, son consideradas plagas agrícolas.

## Características
Los rutelinos tienen una forma oval alargada, el labro se extiende más allá del ápice del clípeo, las antenas tienen 8-10 segmentos con una maza apical compuesta por los últimos tres segmentos, el escutelo está expuesto, las coxas anteriores son transversas, las uñas tarsales de todas las patas tienen movilidad independiente, mientras las uñas de cada par son diferentes entre sí en longitud o tamaño, con frecuencia débilmente separadas en el ápice y una de ellas muy reducida. El pigidio está expuesto más allá del ápice de los élitros.

## Taxonomía
La subfamilia Rutelinae se divide en seis tribus. La tribu Adoretini está distribuida en la región paleártica; la tribu Anoplognathini se encuentra en Australia, Centroamérica y Sudamérica; las tribus Geniatini y Spodochlamyini están distribuidas en Centro y Suramérica. Las tribus restantes, Anomalini y Rutelini, son las más diversas y están distribuidas ampliamente en todo el mundo. La mayoría de especies de la tribu Anomalini se encuentran en la región paleártica, mientras la mayoría de la tribu Rutelini se encuentra en el neotrópico. A continuación se presenta una lista de géneros selectos según la tribu a la cual pertenecen:
Tribu Adoretini
- Géneros: Adoretus - Metadorodocia

Tribu Anomalini
- Géneros: Anisoplia - Anomala - Leptohoplia - Popillia

Tribu Anoplognathini
- Géneros: Anoplognathus - Aulacopalpus - Brachysternus - Calloodes - Hylamorpha - Platycoelia

Tribu Geniatini
- Géneros: Geniates - Heterogeniates - Leucothyreus

Tribu Rutelini
- Géneros: Chrysina - Chrysopora - Cotalpa - Macraspis - Pelidnota - Rutela

Tribu Spodochlamyini
- Géneros: Spodochlamys

## Galería

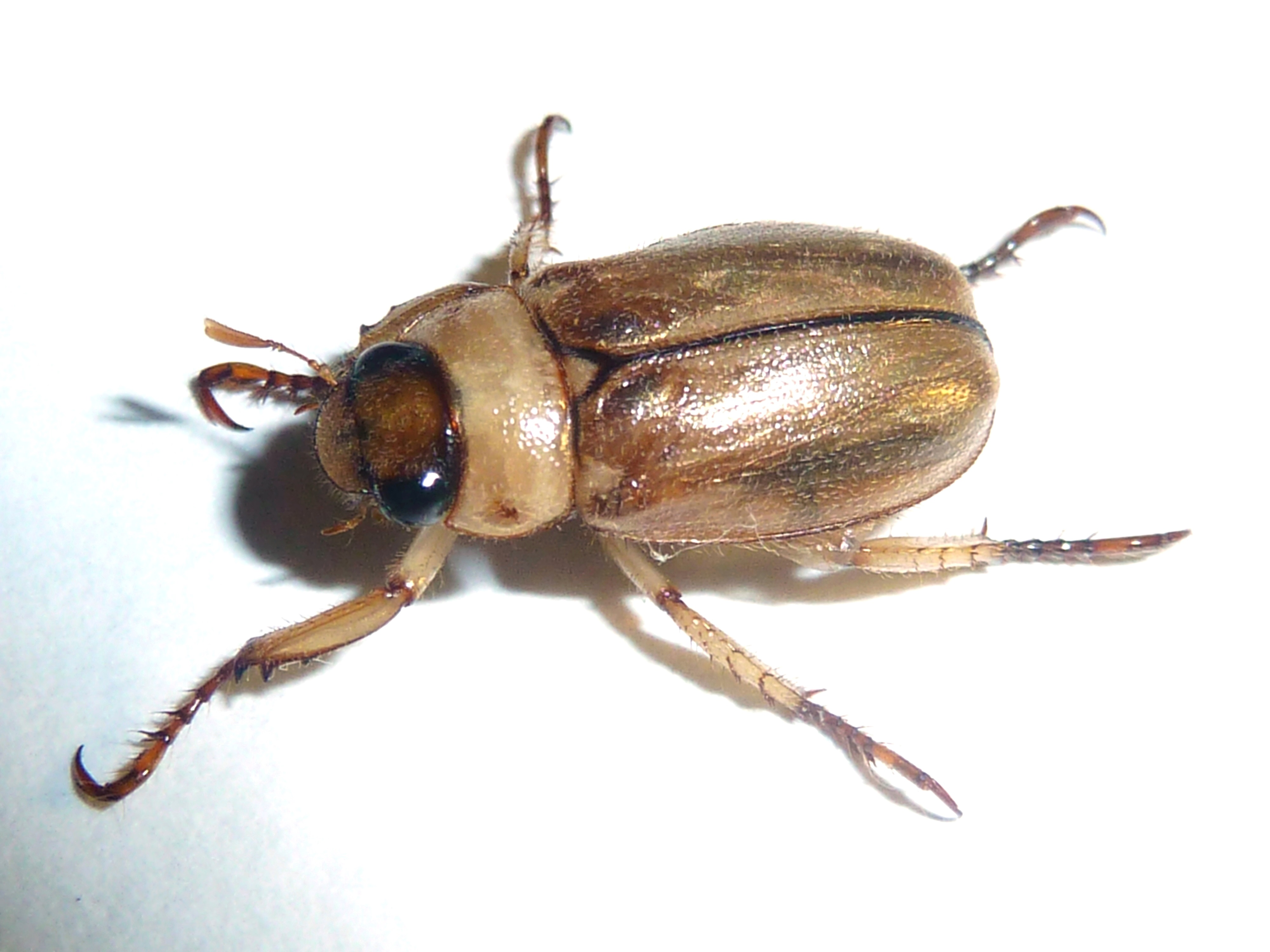
Adoretus ictericus
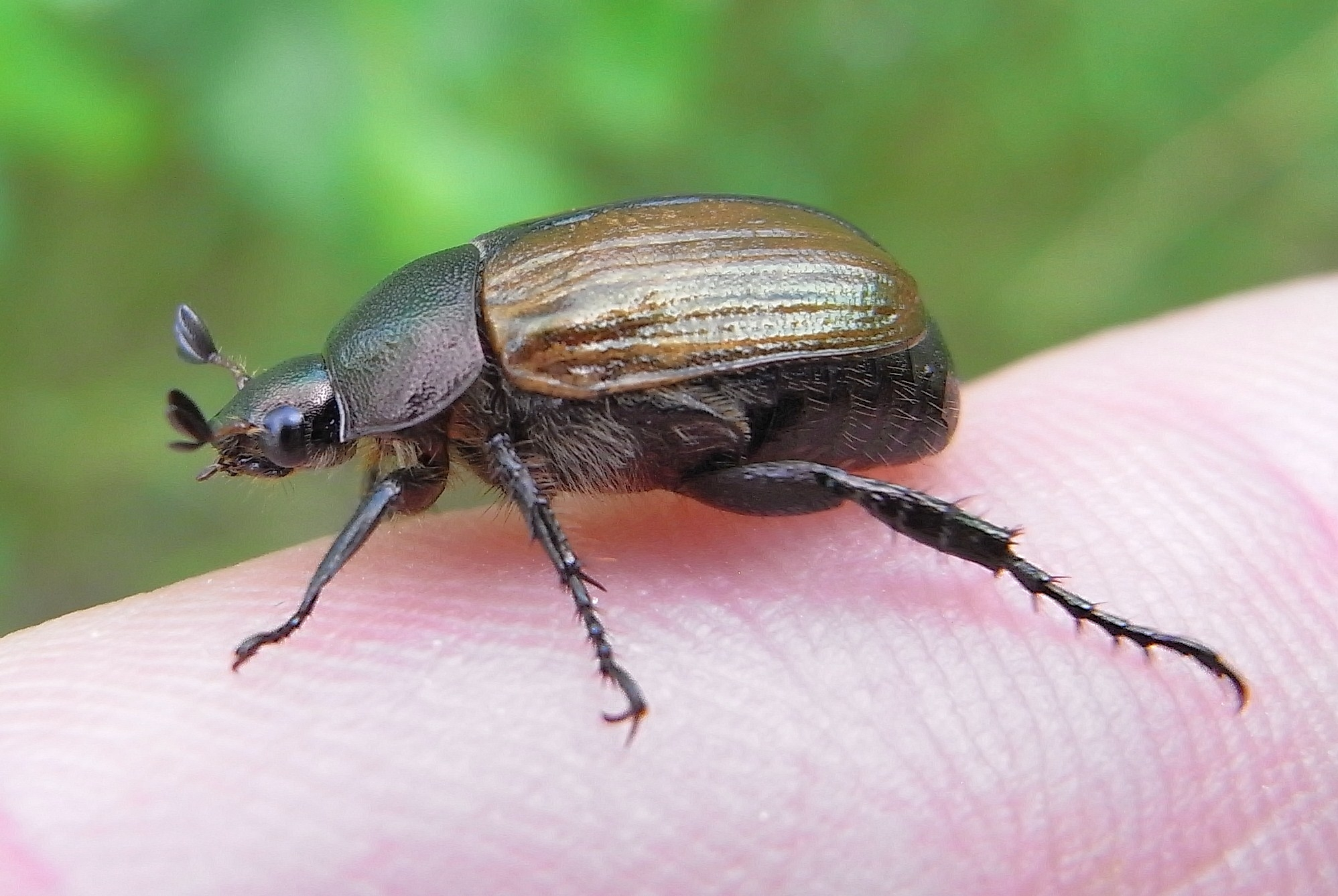
Anomala dubia
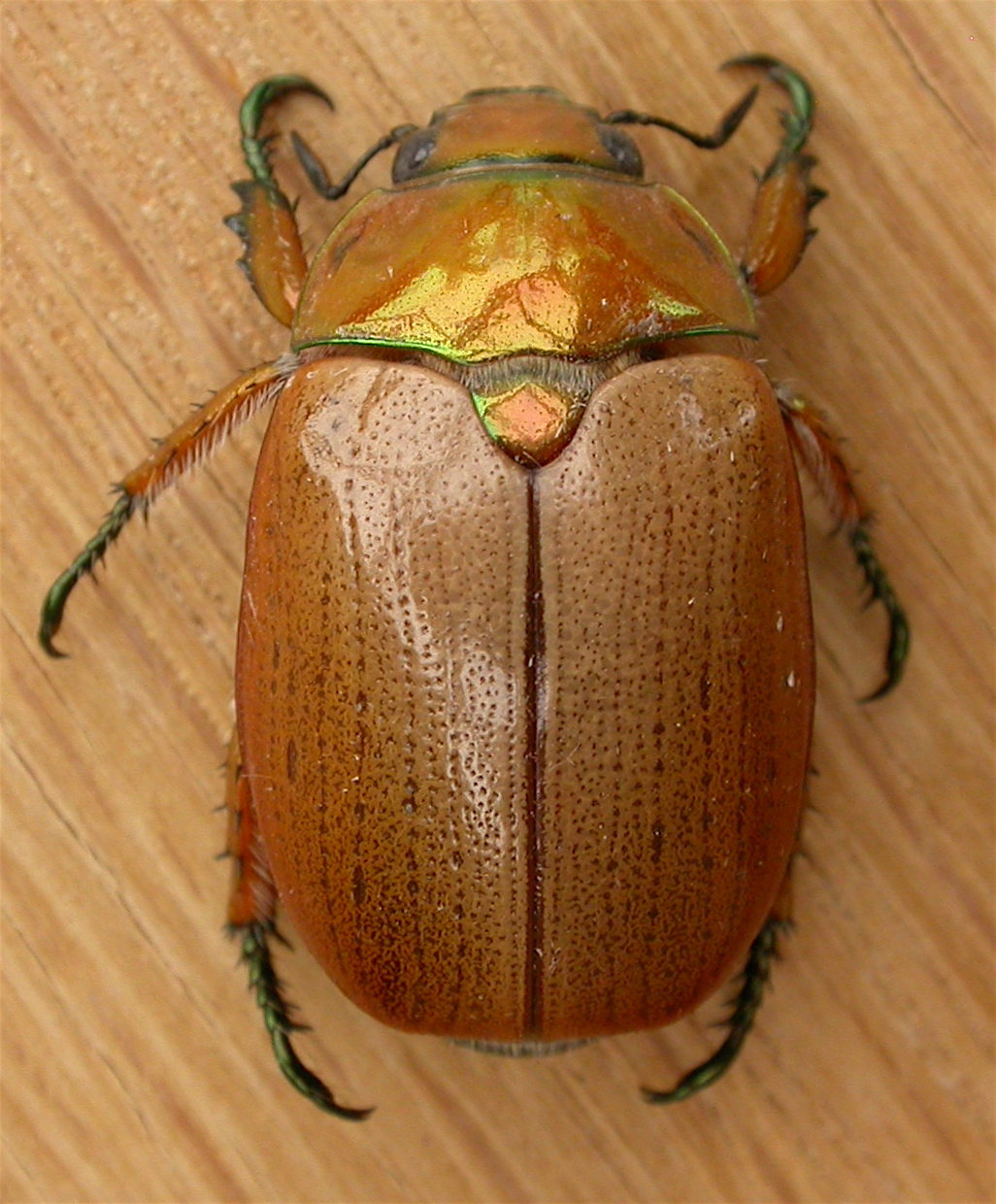
Anoplognathus chloropyrus
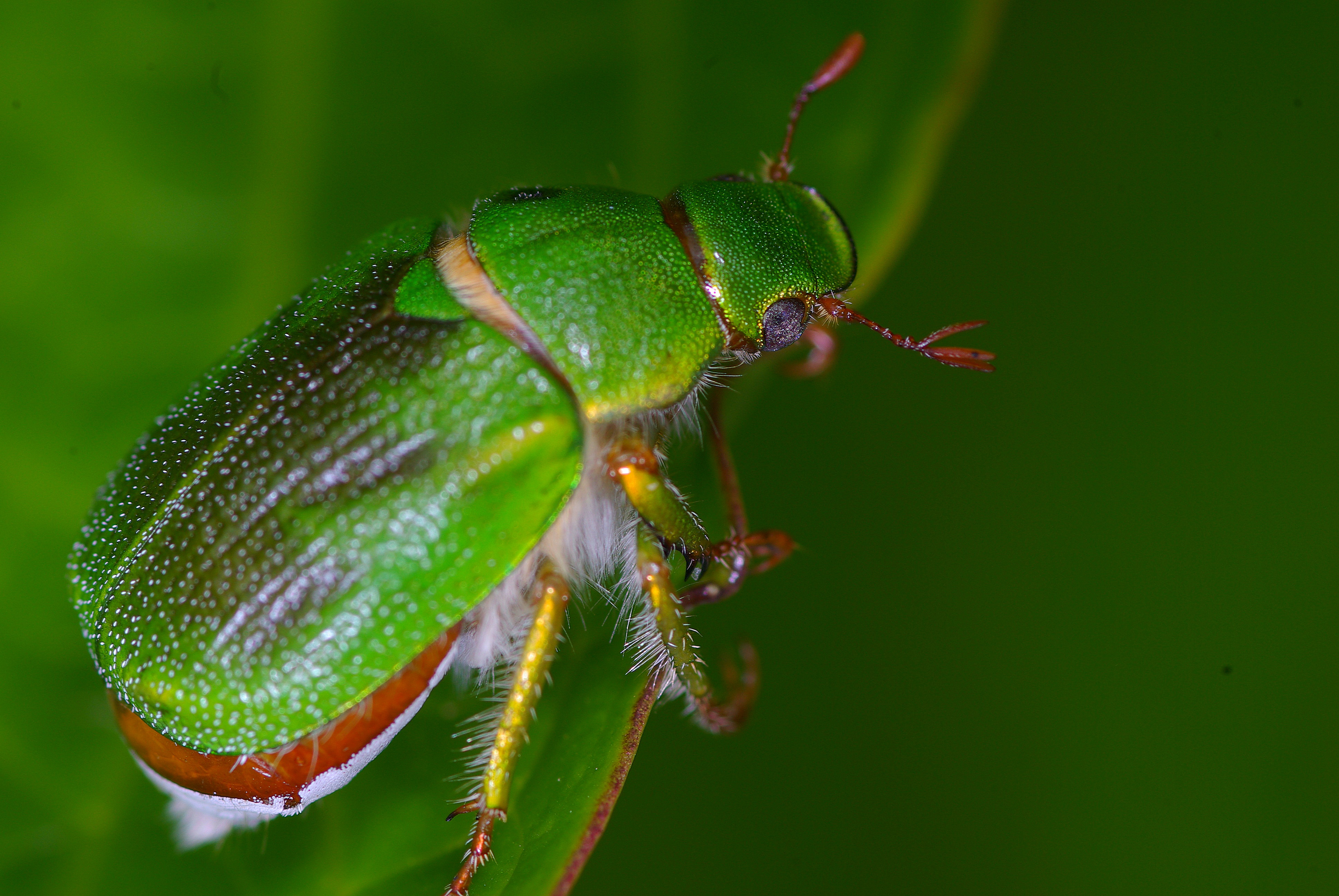
Brachysternus prasinus
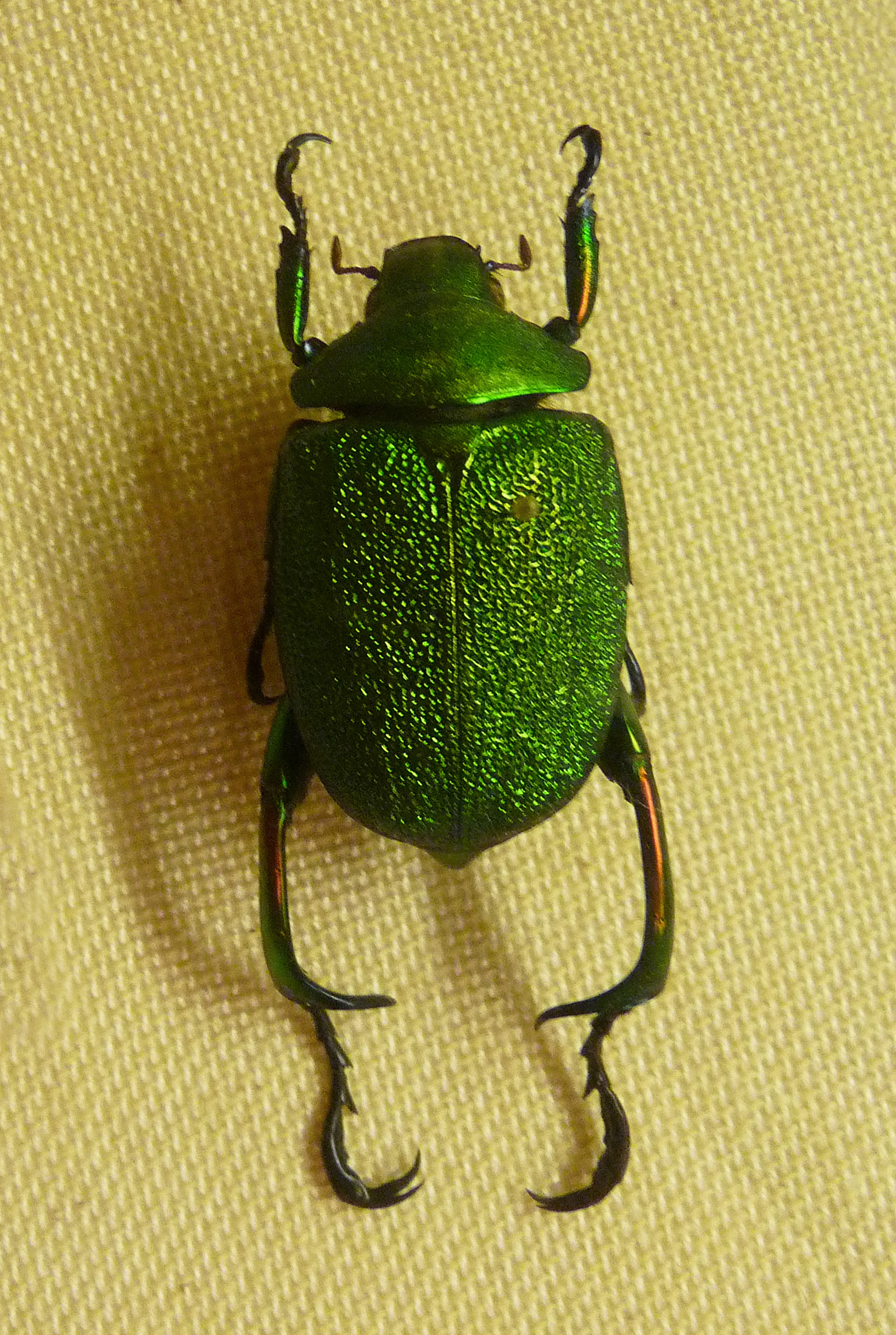
Chrysophora chrysochlora
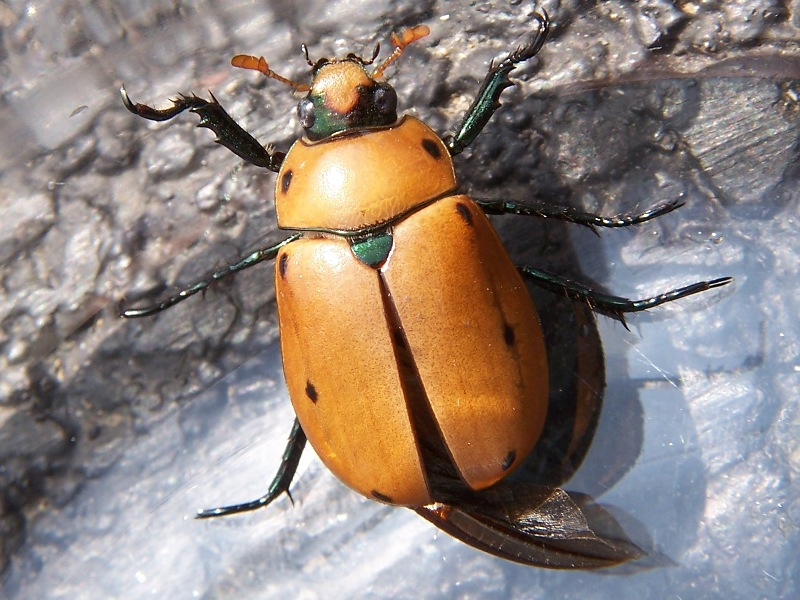
Pelidnota punctata
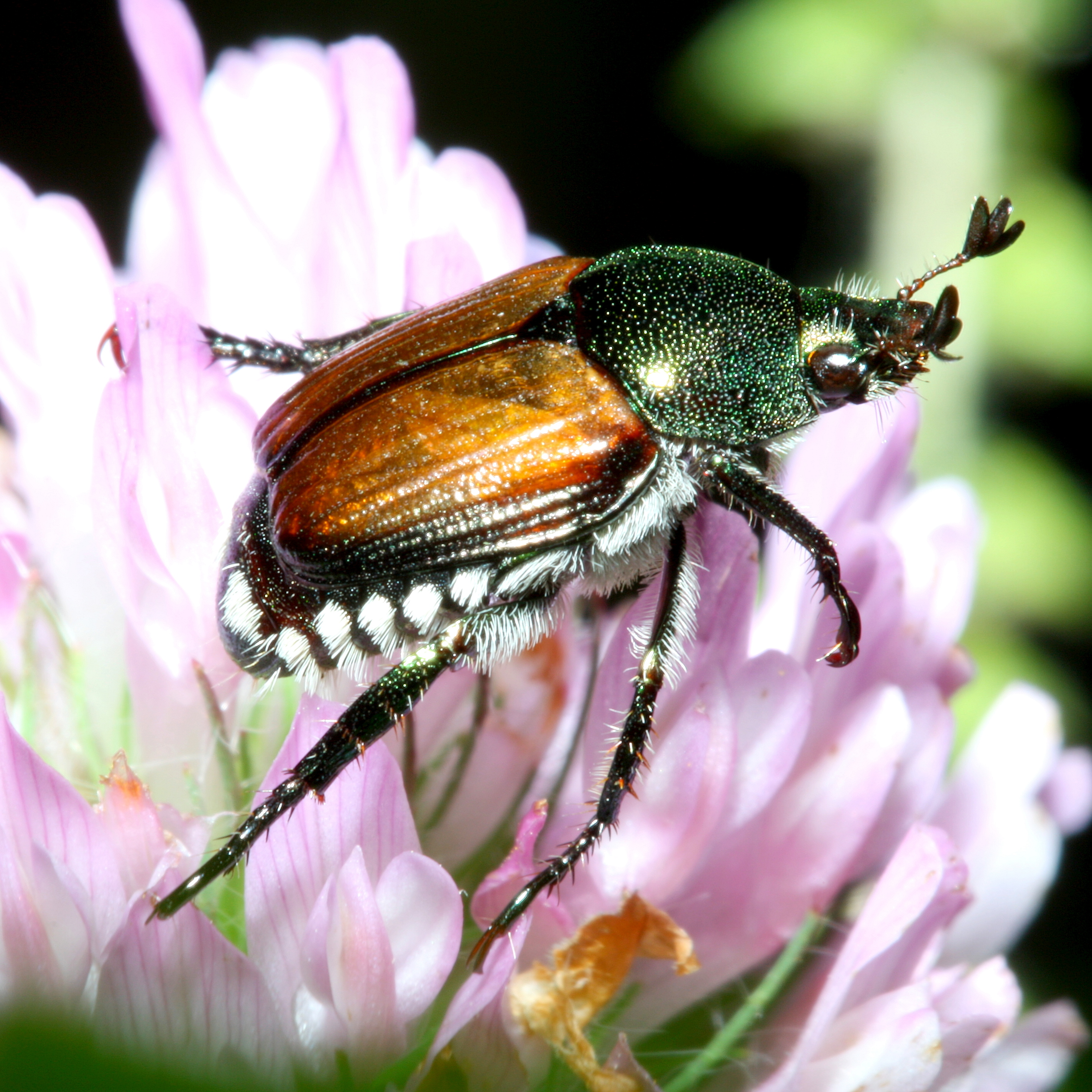
Popillia japonica